# Baciccia della Radiccia
Baciccia della Radiccia (in genovese Bacicin d'a Radiccia) è una delle maschere principali del teatro genovese di marionette, nonché uno dei simboli più iconici della città di Genova.

## Origine
Nasce alla fine del XIX secolo grazie all'attore teatrale e marionettista Raffaele Pallavicini (1874-1957), tuttavia il grande successo del Baciccia fu dovuto al burattinaio Mario Magonio (1909-2009) che lo riportò in auge con una serie di spettacoli nel suo Teatro dei Burattini.
Il Baciccia nasce con l'idea di rappresentare il classico popolano genovese, povero, allegro e mugugnone.
La maschera riscosse una certa popolarità anche nella Penisola Iberica, al punto che il termine Bachicha finì per indicare dapprima gli immigrati genovesi e poi gli italiani in generale, quasi sempre in maniera dispregiativa.

## Nome
Il nome Baciccia è il diminutivo di Gio Batta, cioè Giovanni Battista in genovese, inizialmente nato come Baciccia Casagrande verrà rinominato della Radiccia da Magonio per dargli in maniera scherzosa un titolo nobiliare, in genovese radiccia sta ad indicare la cicoria, il radicchio o le loro radici.

## Teatro
Le recite di Baciccia trattano sempre di avventure mirabolanti, spesso la motivazione principale di Baciccia per cimentarsi in queste avventure è il disperato bisogno di guadagnare qualcosa per sopravvivere e solitamente nelle sue avventure è affiancato dal suo amico e compagno di bevute Barudda, contadinotto balbuziente e sempliciotto ma dal buon cuore. Con la fine delle sue avventure e l'immediato ritorno a casa, fa la comparsa la figura di Texinin moglie di Baciccia che puntualmente lo punisce per la lunga assenza da casa senza nessun preavviso.

### Aspetto
Si veste con una giacchetta marrone, una camicia bianca, pantaloni grigi, indossa una fusciacca intorno alla vita a righe bianche e rosse, porta sulla testa un cappello rosso e blu  (può esser u gazzu o un camugin, ambedue i cappelli sono tipicamente genovesi) e al collo porta una cravatta rossa; ha le guance rosse dovute alle frequenti bevute e dovrebbe rappresentare il classico marinaio genovese.

### Carattere
Baciccia possiede un carattere molto allegro e spensierato, ama bere e lottare per la giustizia e punisce i malvagi con il bastone che si porta appresso.